# Mechteld Jungerius
Mechteld Jungerius (Leiden, 15 augustus 1995) is een Nederlands actrice. 
Jungerius speelde in 2013 de hoofdrol (Jozefien) in de comedyserie Aaf. Begin 2014 was ze samen met Lisa Smit, Jelmer Ouwerkerk en Juda Goslinga te zien in de korte film De Laatste Dag van de Zomer. In het najaar van 2014 verscheen ze op RTL 4 in het tweede seizoen van Aaf. In 2016 was ze te horen in een tv-commercial van Smart.

## Filmografie

### Televisie
| Jaren | Serie | Rol      | Opmerking |
| ----- | ----- | -------- | --------- |
| 2013  | Aaf   | Jozefien | Hoofdrol  |
| 2015  | 4Jim  | Nina     | Hoofdrol  |

### Film
| Jaar | Film                     | Rol         | Opmerking |
| ---- | ------------------------ | ----------- | --------- |
| 2014 | Laatste Dag van de Zomer | Niet Bekend |           |